# N. (Eufemia?) Giedyminówna
N. (Eufemia?) Giedyminówna (ur. najprawdopodobniej między ok. 1314 a 1317, data śmierci nieznana lub zm. zimą 1341) – księżniczka litewska i księżna halicko-wołyńska z dynastii Giedyminowiczów, córka wielkiego księcia Litwy Giedymina, siostra królowej Polski Aldony Anny Giedyminówny oraz wielkich książąt litewskich Kiejstuta i Olgierda.

## Życiorys
Pośrednie przesłanki wskazują, że urodziła się najprawdopodobniej po bracie Monwidzie — najwcześniej ok. 1314, a przed 1317. Według Roczników Jana Długosza w 1331 w Płocku poślubiła księcia halicko-wołyńskiego Piastowica Bolesława Jerzego II, syna księcia mazowieckiego Trojdena I i przyjęła katolicyzm. Małżeństwo to prócz przekazu Długosza potwierdzają pośrednio kroniki Jana z Wictring i Jana z Winterthuru, w których zapisano, że Bolesław Jerzy poślubił siostrę żony polskiego króla (tj. Aldonę Annę). Przekazy średniowieczne nie odnotowały imienia księżnej, podobnie jak daty śmierci, uczynił to dopiero XIX-wieczny badacz Teodor Narbutt, jakoby na podstawie XVI-wiecznej Genealogii mazowieckiej Wargockiego. Relacja Narbutta jest współcześnie deprecjonowana, a nawet uznawana za mistyfikację.
W zależności od stosunku względem wiarygodności przekazu Narbutta datę śmierci księżnej uznaje się za nieznaną albo datuje się na zimowe miesiące 1341 (czas najazdu tatarsko-ruskiego na Polskę), a za miejsce spoczynku uznaje się (bądź nie) kościół w Zawichoście.